# Vița
Vița (węg. Vice) – wieś w Rumunii, w okręgu Bistrița-Năsăud, w gminie Nușeni. W 2011 roku liczyła 369 mieszkańców.